# Racomitrium crispulum
Racomitrium crispulum är en bladmossart som beskrevs av J. D. Hooker och William M. Wilson 1854. Racomitrium crispulum ingår i släktet raggmossor, och familjen Grimmiaceae. Inga underarter finns listade i Catalogue of Life.